# Râul Abraham
Râul Abraham (în arabă نَهر إبراهيم, Nahr Ibrahim) cunoscut și ca Râul Adonis (în arabă نَهر أَدونيس), este un râu mic din Guvernoratul Keserwan-Jbeil din Liban, cu o lungime de aproximativ 14 mi (23 km). Râul iese dintr-o cavernă imensă, Grota Afqa, aproape la 5.000 ft (1.500 m) deasupra nivelului mării înainte de a cădea abrupt printr-o serie de căderi și trece printr-un defileu pur prin munți. Trece prin orașul Nahr Ibrahim înainte de a se vărsa în Marea Mediterană. Orașul își ia numele de la râu („nahr” înseamnă râu în arabă).
Orașul antic Byblos se afla aproape de vărsarea sa și era un loc pentru venerarea lui Adonis, zeul iubirii, renașterii și frumuseții în mitologia feniciană. Se spune că a fost ucis în apropierea râului de un mistreț trimis de Ares, zeul războiului (sau de Ares însuși deghizat ca un mistreț, în funcție de versiune). Conform mitului, sângele lui Adonis a curs în râu, făcând apa roșiatică timp de secole și dând naștere unui covor de cocoși stacojii de-a lungul malurilor râului. Într-adevăr, râul curge roșu în fiecare februarie datorită volumului de sol spălat de pe munți de ploile abundente de iarnă, făcând să pară că apa este umplută cu sânge
Datorită legăturilor mitologice ale râului, a fost venerat în antichitate, iar valea sa conține rămășițele a numeroase temple și altare. Chiar și astăzi, localnicii atârnă haine de oameni bolnavi la un templu ruinat din apropierea izvoarelor râului, în speranța de a a-i însănătoși.